# Kington (Worcestershire)
Kington – wieś w Anglii, w hrabstwie Worcestershire, w dystrykcie Wychavon. Leży 15 km na wschód od miasta Worcester i 151 km na północny zachód od Londynu.